# 12 Heures de Sepang
Les 12 Heures de Sepang sont une course d'endurance pour voitures de production qui se tient en août ou septembre sur le circuit international de Sepang. Ce format est né en 2000 avec la création du circuit et porta aussi le nom de Merdeka Millennium Endurance Race.
En 2016, la course prend part à un championnat intercontinental, l'Intercontinental GT Challenge.
L'édition 2017 est annulée, pour cause d'un faible nombre de participants.

## Palmarès
| Année | Pilotes                                                        | Voiture                    | Équipe                         |
| ----- | -------------------------------------------------------------- | -------------------------- | ------------------------------ |
| 2017  | épreuve annulée                                                | épreuve annulée            | épreuve annulée                |
| 2016  | Robin Frijns, Christopher Haase (2), Laurens Vanthoor (2)      | Audi R8 LMS                | Audi Sport Team Phoenix        |
| 2015  | Stuart Leonard, Stéphane Ortelli, Laurens Vanthoor             | Audi R8 LMS                | Belgian Audi Club Team WRT     |
| 2014  | Alif Hamdan, Gianmaria Bruni, Weng Sun Mok (3)                 | Ferrari 458 Italia GT3     | Clearwater Racing              |
| 2013  | Hiroshi Hamaguchi, Craig Baird, Weng Sun Mok                   | Ferrari 458 Italia GT3     | Clearwater Racing              |
| 2012  | Nobuteru Taniguchi (2), Masataka Yanagida (2), Dominic Ang (2) | Mercedes-Benz SLS AMG GT3  | Petronas Syntium Team          |
| 2011  | Nobuteru Taniguchi, Masataka Yanagida, Dominic Ang             | Mercedes-Benz SLS AMG GT3  | Petronas Syntium Team          |
| 2010  | Tunku Hammam Sulong (2), Peter Kox, Christopher Haase          | Lamborghini Gallardo LP560 | Arrows Racing                  |
| 2009  | Tatsuya Kataoka, Manabu Orido, Johan Adzmi                     | BMW Z4M Coupe              | Petronas Syntium Team          |
| 2008  | Alex Davison, Darryl O'Young, Weng Sun Mok                     | Porsche 911 GT3 RSR (997)  | Team Porsche Club Singapore    |
| 2007  | Mokhzani Mahathir, Sven Herberger, Lars-Erik Nielsen           | Porsche 996 GT3            | Team Hong Leong-Kencana Racing |
| 2006  | Tengku Djan Ley (2), Damien French, Faidzil Alang              | Lotus Exige 300RR          | Proton R3 Team                 |
| 2005  | Tengku Djan Ley, Genji Hashimoto, Tony Ricciardello            | Lotus Exige 300RR          | Proton R3 Amprex               |
| 2004  | Eddie Lew, Hiroki Katoh, Farriz Fauzy                          | Honda Civic 2.0 i-VTEC     | Honda Malaysia Racing Team     |
| 2003  | Eric Yeo, Chin Tzer-Jinn, Firhat Mohkzani                      | Porsche 911 GT3 Cup        | G1 Meritus                     |
| 2002  | Nigel Albon, Tommy Lee (3), Tunku Hammam Sulong                | Porsche 911 GT3 Cup        | Jaseri Racing                  |
| 2001  | Jeffrey Wong, Admi Sharhal, Tommy Lee                          | TVR Chimaera               | TVR Racing                     |
| 2000  | Jimmy Low, Karamjit Singh, Tommy Lee                           | Proton Pert                | Proton EON Racing Team         |